# Sazan
Sazan (Albansk Sazani) er en ubeboet ø i Middelhavet i det sydlige Albanien . Det er den største ø i Albanien og ligger mellem Otranto-strædet og indgangen til Vlorë-bugten og danner grænsen mellem Adriaterhavet og Det Ioniske Hav . Øen har et overfladeareal på 5,7 km2 med en længde på 4,8 km, bredde på 2 km og en kystlinje på ca. 15 km.
Ud over at være den største ø i Albanien, er det en militært område og undertiden i klart vejr er den synlig fra kysten af Salento i Italien i vest. Øen var åben for offentligheden i juli 2015. 2.721 hektar af havområdet omkring øen blev i 2010 en del af Karaburun-Sazan Marine Nationalpark.

## Historie
I antikken var øen kendt som Sason (Σάσων) på klassisk græsk og nævnt af Pseudo Scylax i Periplus .  Polybius beskrev en militærepisode, der fandt sted der i 215 f.Kr., mellem Philip V fra Makedonien og romerne. Øen blev kaldt Saso på klassisk latin, og var en del af det romerske imperium, og senere kom øen under byzantinsk styre. Den blev erobret af Anjou af Napoli i 1279 og blev holdt af albanske herrer i det 14. århundrede, ofte under beskyttelse af Venedig.
Ottomanerne erobrede den omkring 1400, men den tilhørte venetianerne i 1696. Fra da af følger den skæbnen for De Joniske Øer, som til sidst blev givet til Storbritannien i 1815 som en autonom republik under britisk beskyttelse.
I 1864 blev øen afstået til Grækenland med resten af de Joniske Øer som en del af Diapontia-øerne, men ikke besat, under de facto osmannisk kontrol. Det var først under den første Balkan-krig i 1912, at Grækenland landede soldater på øen og formelt hævdede ejerskab over den dom Sasona (Σάσωνα). Efter afslutningen af Anden Balkan-krig i 1913 pressede Italien og Østrig-Ungarn Grækenland til at evakuere den sydlige del af det moderne Albanien og øen. På grund af risikoen for at starte en krig med Italien evakuerede Grækenland den.
Italien besatte den igen den 30. oktober 1914 og etablerede en militær kommandør på øen, der på italiensk kaldes Saseno. Dette blev senere ratificeret den 26. april 1915 ved den hemmelige London-traktat . Efter Første Verdenskrig afstod Albanien formelt øen til Italien den 2. september 1920 som en del af den albansk-italienske protokol.
Øen var en del af Italien fra 1920 til Anden Verdenskrig, administrativt en del af Lastovo, i provinsen Zara . I disse år byggede de italienske myndigheder et fyrtårn og nogle flådefæstninger og befolkede øen med et par familier af fiskere, der flyttede til fra Apulien .  Øen blev forenet med det italienske Governatorato della Dalmazia i 1941 under Anden Verdenskrig og afstået til Albanien den 10. februar 1947 som en del af fredstraktaten med Italien efter krigen.

### Efter Anden Verdenskrig
Under Den kolde krig mellem Sovjetunionen og De Forenede Stater stod Albanien stærkt på Sovjetunionens side. I løbet af denne tid byggede sovjeterne en base for ubåde i whisky-klassen og et kemisk/biologisk våbenanlæg på øen og de omkringliggende områder. Efter kommunismens fald forblev fire ubåde i Porto Palermo. Den dag i dag kan mange gasmasker fra sovjettiden stadig findes spredt omkring på øen.
Øen er nu ubeboet, men der er en lille italiensk-albansk flådebase, der hovedsagelig bruges til at begrænse smugling mellem det sydlige Italien og Albanien og som et træningsområde for den britiske kongelige flåde. I 2010 blev øens omgivende havvand og dem fra den tilstødende Karaburun-halvø udråbt til Karaburun-Sazan Marine Nationalpark af den albanske regering.

## Flora og fauna
Biogeografisk falder Sazan inden for de illyriske løvfældende skove terrestriske økoregion i de palearktiske middelhavsskove, skovområder og krat . På grund beliggenheden og variationen i klima har geologiske og hydrologiske forhold bidraget til dannelsen af en unik flora inde på øen.
Forskellen på flora og vegetation kan forklares ved dets strategiske placering mellem det vestlige og østlige Middelhav. Øen er hjemsted for 435 arter (419 indfødte) af karplanter eller 8,2% af Albaniens hele vaskulære flora. Der er kun en endemisk (Limonium anfractum) og 3 subendemisk ( Centaurea pawlowski, Scutellaria rupestris og Verbascum guicciardini ) plante. Den varierede lettelse skaber forskellige økologiske miljøer for planter, yderligere diversificeret af de dominerende klippetyper, der danner kiselholdigt og kalkholdigt terræn på parkens område. De stenede kyster og kalksten havet klipper på den sydlige hjørner af Sazan er hjemsted for mange halophile arter såsom lotus cytisoides og limonium anfractum . Skovene i Sazan er generelt består af buske, sclerophyll skove med steneg, løvfældende skove med hophornbeam og syd europæisk blomstring aske .
På grund af sin specifikke topografi, klimatiske, hydrologiske og geologiske forhold har øen en unik vegetation og biodiversitet. Faunaen er repræsenteret af 15 arter af pattedyr, 39 fuglearter, 8 arter af krybdyr, 1 arter af padder og såvel som 122 arter af hvirvelløse dyr.  Af de 15 arter af pattedyr er de 8 af dem flagermus; blandt de mest almindelige er sort rotte, pipistrelflagermus og dværgflagermus. Fuglearterne i Sazan med høj bevaringsværdi omfatter 23 sangfugle, 5 rovfugle, 3 duer og 3 sejlere.
Amfibierne er kun repræsenteret af en art, den grønne tudse som yngler i de våde løvskove og skovbække. Der er 8 krybdyrarter. Den europæiske halvfingergekko, græsk landskildpadde, balkan bækskildpadde, sheltopusik (en art stålorm), blåhalset køllefirben, balkanfirben, øglesnog og balkan piskeslange er til stede i de fleste stenede, og våde naturtyper på hele øen.
Der er mellem 122 identificerede arter, herunder 113 insekter, men deres faktiske antal anslås at være højere. Blandt insekterne er 40 biller, 16 sommerfugle, 22 heteroptera, 20 orthoptera, 5 guldsmede og 10 hymenoptera.